# آریانا وندرپول-والاس
آریانا وندرپول-والاس (به انگلیسی: Arianna Vanderpool-Wallace) (زادهٔ ۴ مارس ۱۹۹۰) شناگر اهل بوسنی و هرزگوین است.